# Palatul Versailles
Pentru orașul Versailles, vedeți Versailles. Pentru alte utilizări, vedeți Versailles (dezambiguizare)

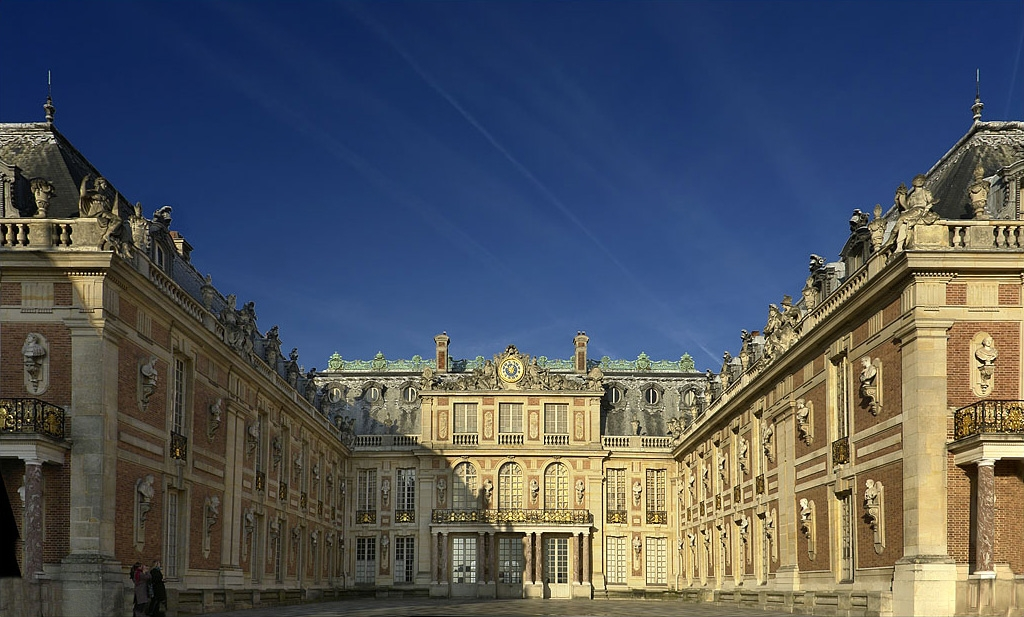
Curtea de marmură face parte din fațada est a Castelului Versailles

Palatul Versailles (numit în franceză Chateau de Versailles) este un castel regal construit la Versailles, în Franța. A fost reședința regilor Franței : Ludovic al XIV-lea , Ludovic al XV-lea și Ludovic al XVI-lea. Acest castel se înscrie printre cele mai remarcabile monumente din Franța, nu numai prin frumusețe, ci și prin prisma evenimentelor. Acesta devine reședință regală permanentă începând cu anul 1682, când regele Ludovic al XIV-lea a mutat curtea de la Paris, până în 1789, când familia regală a fost forțată să se întoarcă în capitală, cu excepția a câțiva ani din timpul Regenței.
Castelul Versailles reprezintă un simbol al monarhiei absolute adoptat de către Ludovic al XIV-lea. În acest castel, în Galeria Oglinzilor, a fost semnat Tratatul de la Versailles. În 1837 palatul a devenit primul muzeu de istorie al Franței.
În 2017, Palatul Versailles a fost vizitat de 7.700.000 vizitatori, devenind al doilea cel mai vizitat monument din regiunea Île-de-France.

## Născuți în palat
Următorii regi și membri ai familiilor lor s-au născut în Palatul de la Versailles:
- Filip al V-lea al Spaniei
- Ludovic al XV-lea al Franței
- Ludovic al XVI-lea al Franței
- Ludovic al XVIII-lea al Franței
- Carol al X-lea al Franței

## Arhitectura și planul

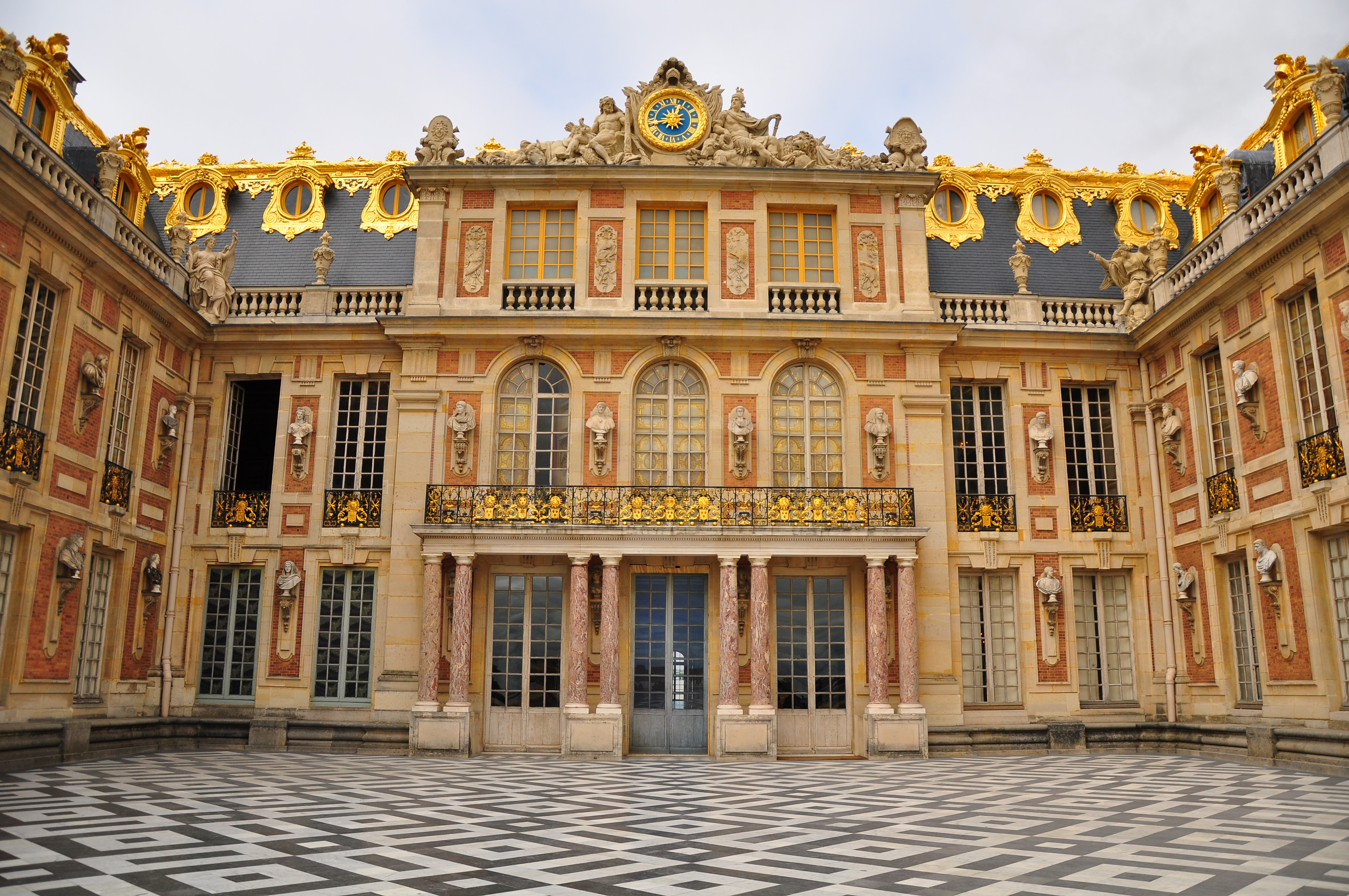
Curtea de marmură și fațadele primului castel, împodobite de Louis Le Vau (1661-68) și apoi de Hardouin-Mansart în (1679-1681)
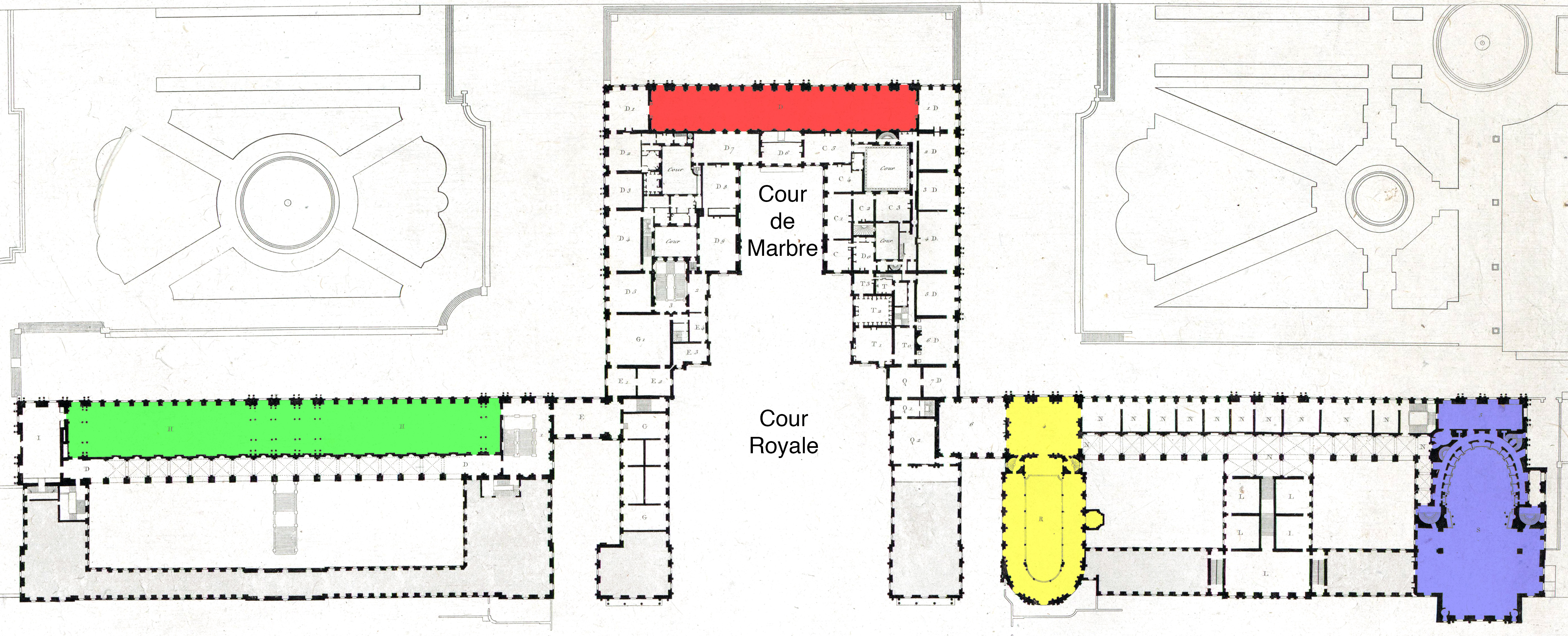
Planul etajului principal (circa 1837, cu nordul spre dreapta), arătând Sala Oglinzilor în roșu, Sala de bătălii în verde, Capela Regală în galben și Opera Regală în albastru
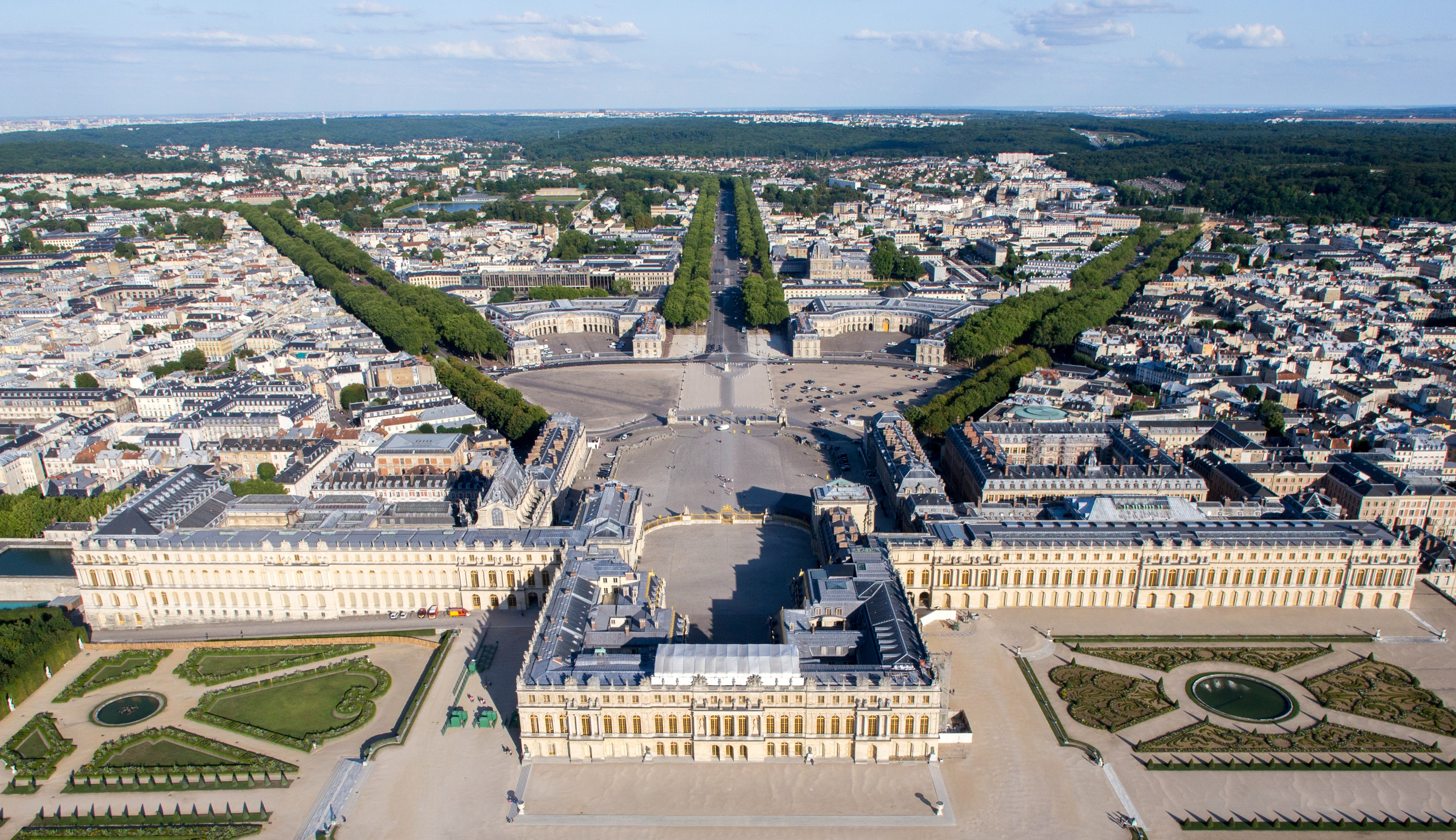
Vedere aeriană din grădină
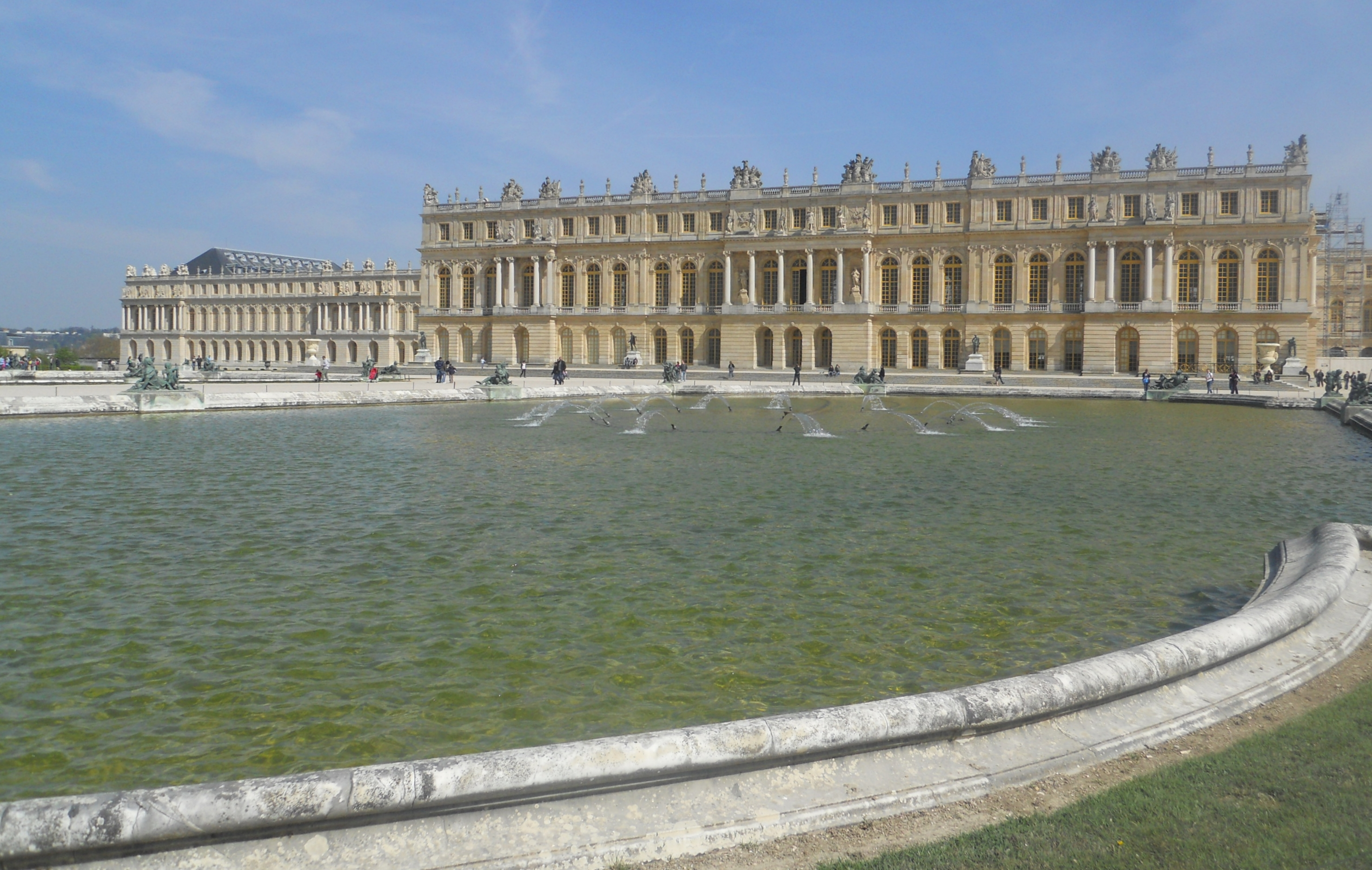
Fațada cu spatele la grădina, cu apartamentele regale și Galeria Oglinzilor între ele

## Marea Galerie
Galeria Mare este un set de trei săli de recepție foarte decorate, dedicate celebrării succeselor politice și militare ale lui Ludovic al XIV-lea, folosite pentru ceremonii importante, sărbători și recepții.

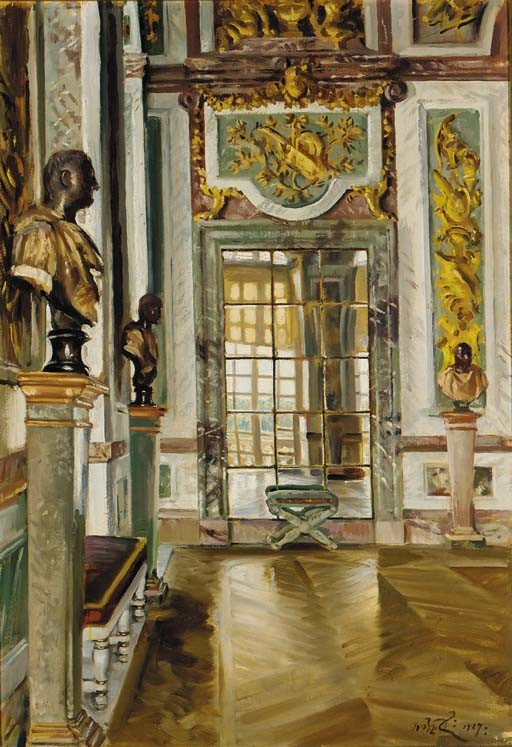
Sala de Pace
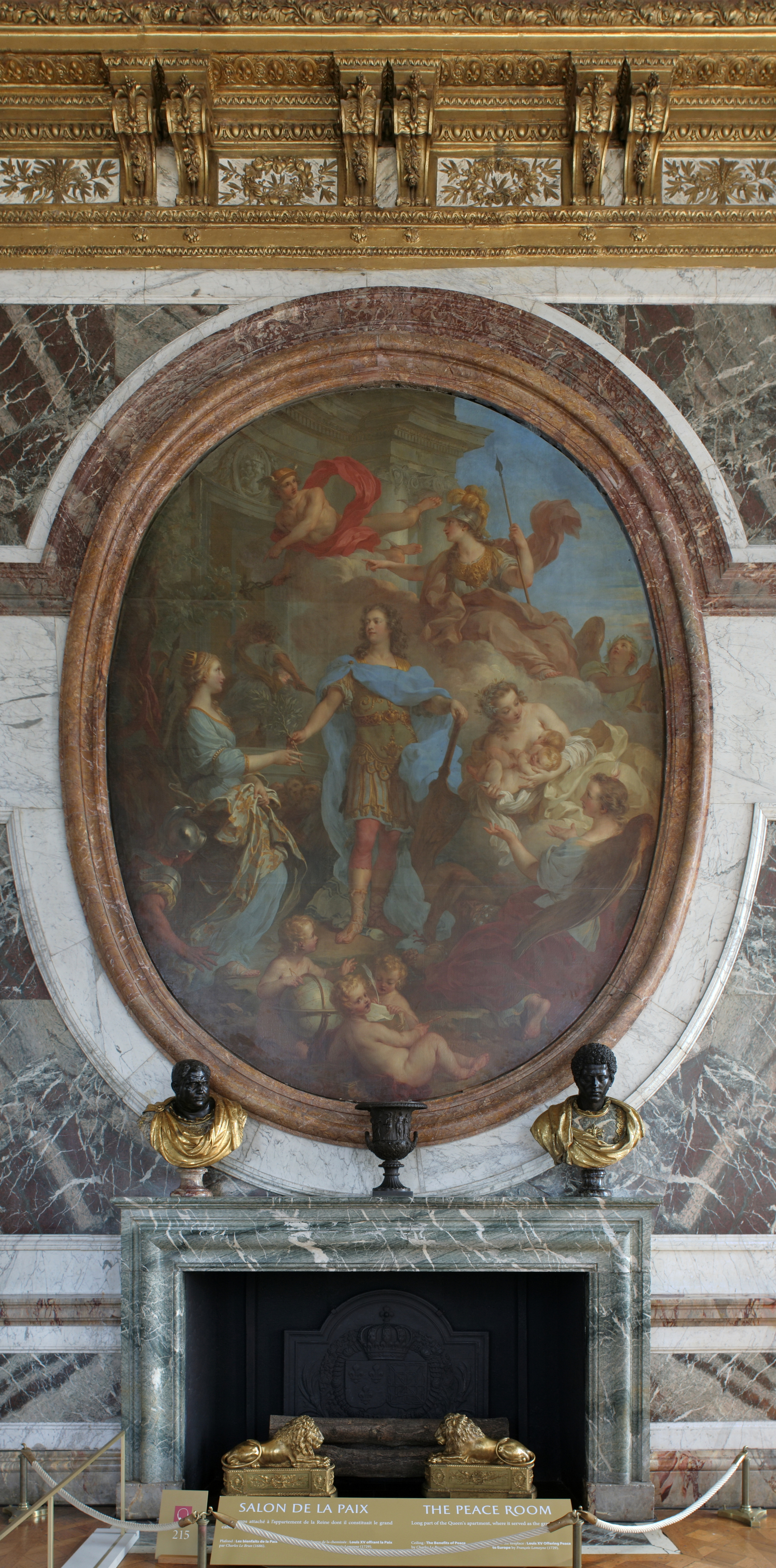
Sala de Pace; Ludovic al XV-lea, pictură de François Lemoyne
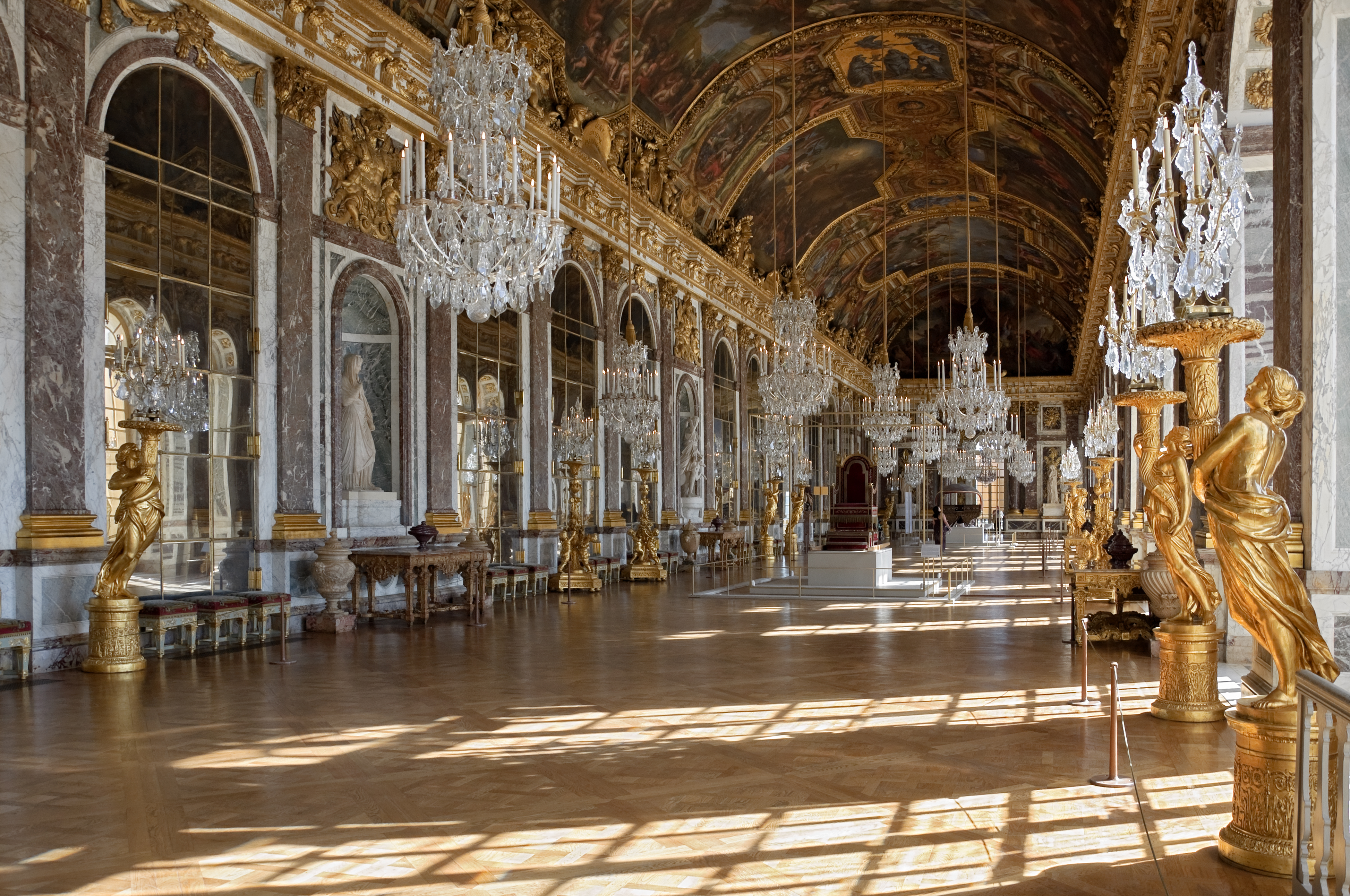
Galerie des Glaces sau Galeria Oglinzilor
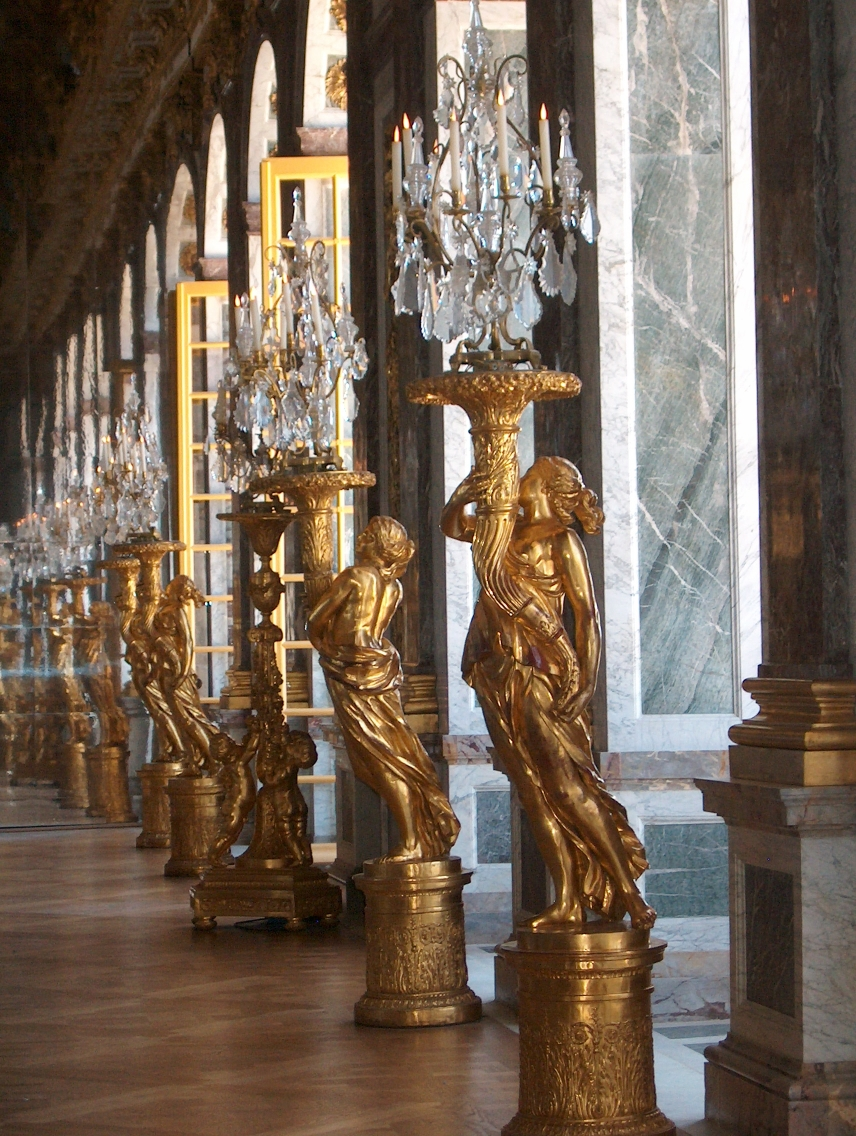
Candelabre, Galeria Oglinzilor
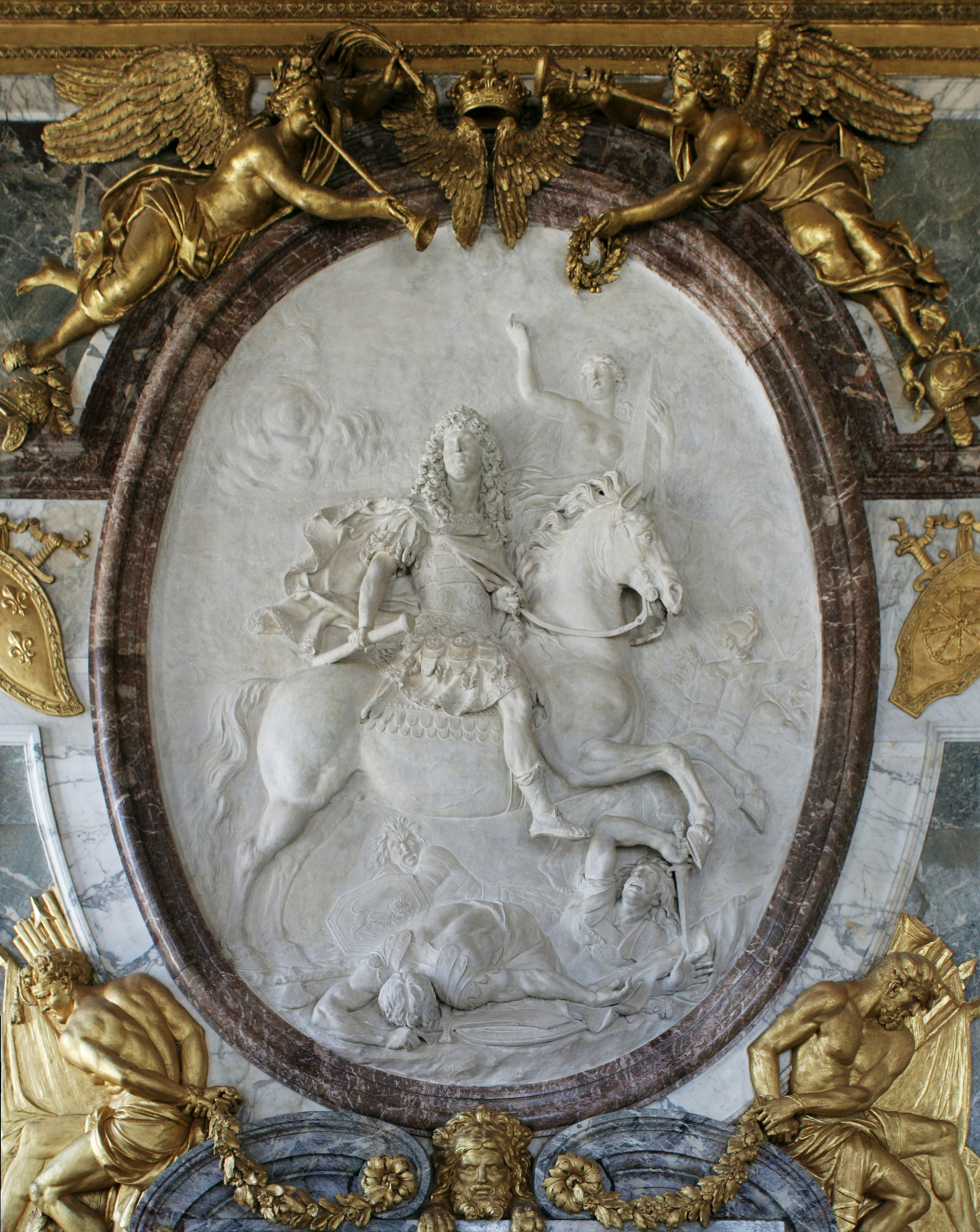
Sala de Bătălii, Ludovic al XIV-lea, lucrare de Antoine Coysevox (1715)